# Skolvalet 2018
Skolval 2018 är ett projekt som ägde rum 2018 inför Riksdagsvalet i Sverige 2018. Myndigheten för ungdoms- och civilsamhällesfrågor (MUCF) fick i uppdrag av regeringen att förbereda och samordna det genom Sveriges Elevkårer, Sveriges Elevråd, Europeiska Ungdomsparlamentet Sverige och Ung Media Sverige i samarbete med Valmyndigheten och Skolverket.

## Resultat från Skolval till riksdagen 2018
1 700 skolor och nästan 600 000 elever var anmälda. 8 av 10 elever i målgruppen årskurs 7–9 och gymnasiet gick i en skola som arrangerade ett skolval.
Under perioden 27 augusti till 7 september arrangerades Skolval inför riksdagsvalet. Totalt röstade 391 045 elever på 1 528 grund- och gymnasieskolor. Antalet elever som hade möjlighet att rösta (det vill säga som gick på skolor som deltog i projektet) var ungefär 490 000. Detta motsvarar ungefär 35 procent av landets grundskole- och gymnasieelever.
Valresultat:
| Parti                  | Antal röster 2018 | Andel röster 2018 (%) | Andel röster 2014 (%) | Ändring 2014 till 2018 (%-enheter) |
| ---------------------- | ----------------- | --------------------- | --------------------- | ---------------------------------- |
| Moderaterna            | 77 915            | 21,23                 | 21,27                 | -0,04                              |
| Socialdemokraterna     | 71 658            | 19,53                 | 25,10                 | -5,57                              |
| Sverigedemokraterna    | 56 880            | 15,5                  | 12,16                 | +3,34                              |
| Centerpartiet          | 44 598            | 12,15                 | 7,21                  | +4,94                              |
| Miljöpartiet           | 37 679            | 10,27                 | 14,58                 | -4,31                              |
| Vänsterpartiet         | 32 975            | 8,99                  | 5,23                  | +3,76                              |
| Liberalerna            | 18 507            | 5,04                  | 6,16                  | -1,12                              |
| Kristdemokraterna      | 14 533            | 3,96                  | 2,44                  | +1,52                              |
| Feministiskt initiativ | 6 517             | 1,78                  | 2,85                  | -1,07                              |
| Övriga partier         | 5 677             | 1,55                  | 1,02                  | +0,53                              |

|                                    | Antal   | Andel (%) | Ändring 2014 till 2018 |
| ---------------------------------- | ------- | --------- | ---------------------- |
| Valdeltagande på deltagande skolor | 391 045 | 79,8      | +2,3                   |
| Antal deltagande skolor            | 1 528   |           | -101                   |
| Summa giltiga röster               | 366 939 | 93,84     | +1,00                  |
| Ogiltiga röster blanka             | 14 854  | 3,8       | -0,71                  |
| Ogiltiga röster övriga             | 9 252   | 2,36      | -0,29                  |
| Röstberättigade elever             | 489 982 |           | +24 022                |

## Fotnoter

### Anmärkningslista
1. ↑  I tabellen redovisas endast de nio partier som sorterades före bokstavsordnade partier i kalkylbladet med valresultatet.[5]